# Stará Ľubovňa
Stará Ľubovňa (Duits: Altlublau, Hongaars: Ólubló) is een Slowaakse gemeente in de regio Prešov, en maakt deel uit van het district Stará Ľubovňa. Stará Ľubovňa telt 15.832 inwoners (31-12-2021) en ligt in het noordoosten van de historische regio Spiš (Zips) aan de Poprad. 
Altlublau was een van de dertien Zipser steden, die vooral door Duitsers bevolkt werden en vanaf 1412 voor enkele eeuwen aan Polen verpand waren. 
Het stadje heeft een middeleeuwse burcht en een openluchtmuseum. Het ligt grotendeels op de rechteroever van de Poprad. Op de linkeroever ligt het station, waarvandaan een treinverbinding met de stad Poprad wordt onderhouden.

## Partnersteden
Stará Ľubovňa heeft stedenbanden met Bački Petrovac (Servië), Biograd na Moru (Kroatië), Nowy Sącz (Polen), Svaljava (Oekraïne), Baltsjik (Bulgarije), North Augusta (VS), Połaniec (Polen), Vsetín (Tsjechië) en Aleșd (Roemenië).

## Geboren
- Marián Hossa (12 januari 1979), ijshockeyer